# Мясной рулет

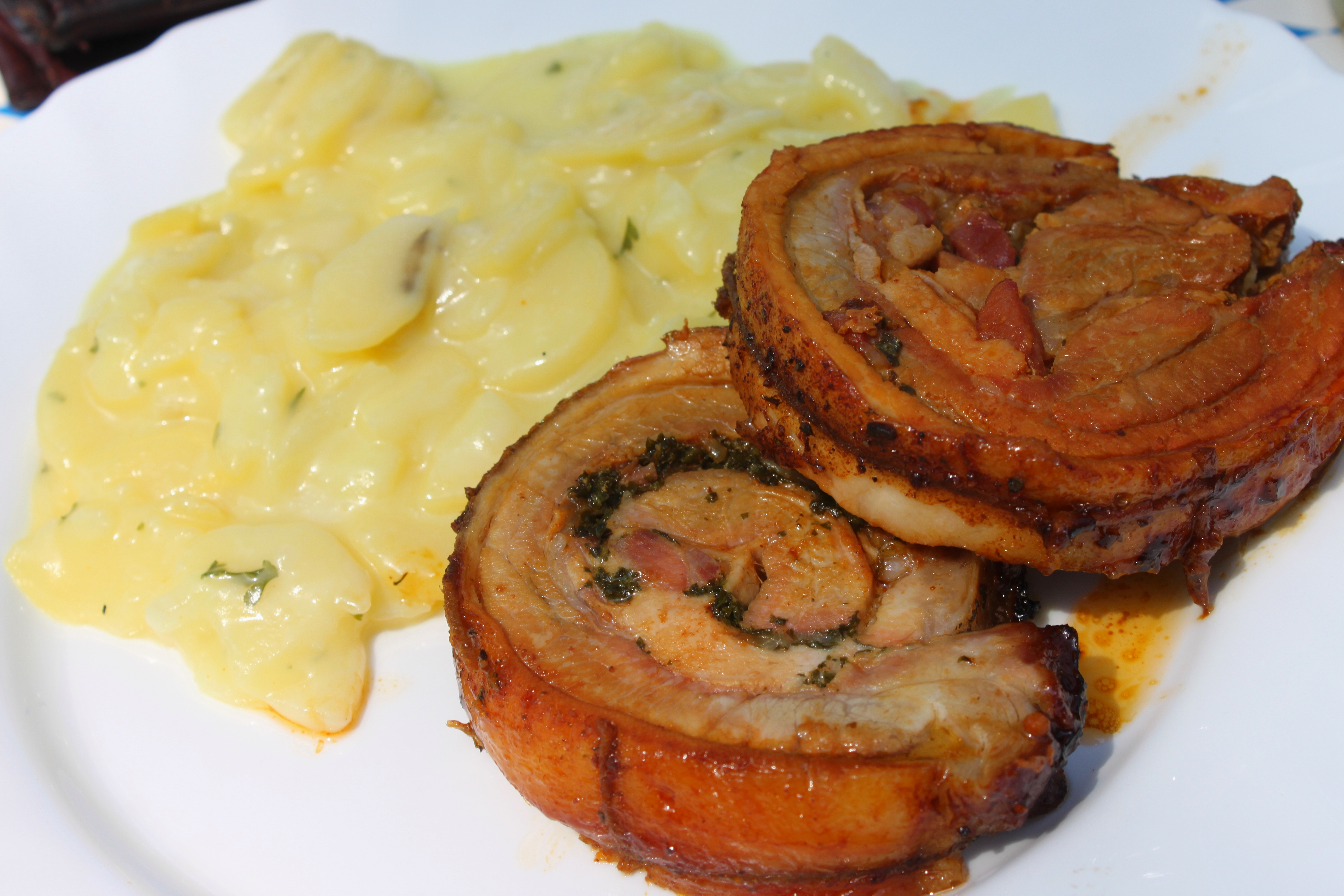
Немецкий свиной рулет со шкуркой, сервированный с картофельным салатом

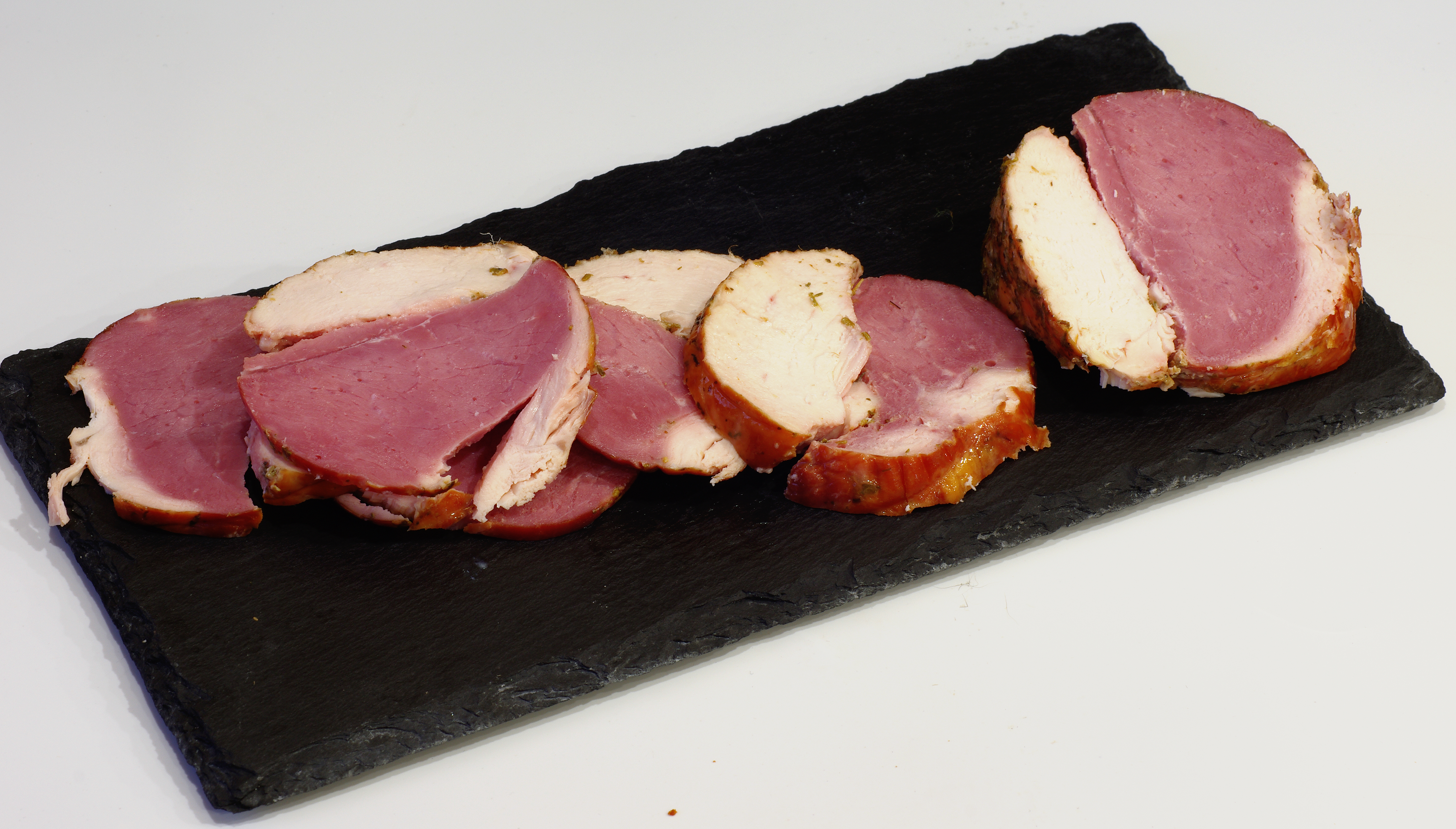
Курино-говяжий рулет промышленного производства

Мясной рулет — варёный, варёно-копчёный или сырокопчёный мясной продукт промышленного и домашнего производства свёрнутой трубкообразной формы из посоленных тазобедренных и плечелопаточных частей свиной, говяжьей или бараньей туши, а также мяса птицы. Мясной рулет сервируют порезанными на ломтики в качестве холодной закуски и во вторых блюдах в жареном виде. Рубленые мясные рулеты запекают в форме батона фаршированными разнообразной начинкой: макаронами, варёным яйцом, грибами или овощами. В западноевропейской кухне и, в особенности, немецкой мясные рулеты распространены как форма жаркого, часто с начинкой из фарша, ветчины или шпига. Говяжьи рулетики — самое любимое блюдо немцев сразу после жареного картофеля.